# Musestre
Musestre (Muxestre [muˈzɛstɾe] in veneto) è una frazione del comune di Roncade in provincia di Treviso.

## Geografia fisica
L'abitato sorge a circa 6 km a sud di Roncade, sulla riva sinistra del fiume omonimo e in corrispondenza della sua foce nel Sile. Proprio il fiume Sile divide Musestre da Quarto d'Altino, località con la quale ha un rapporto più stretto che con il comune di appartenenza. Sino ai primi del Novecento i collegamenti tra le due località venivano effettuati tramite un traghetto (il cosiddetto passo); oggi le località sono unite da un ponte.
Il territorio è protetto come parte del parco naturale regionale del Fiume Sile.

## Storia

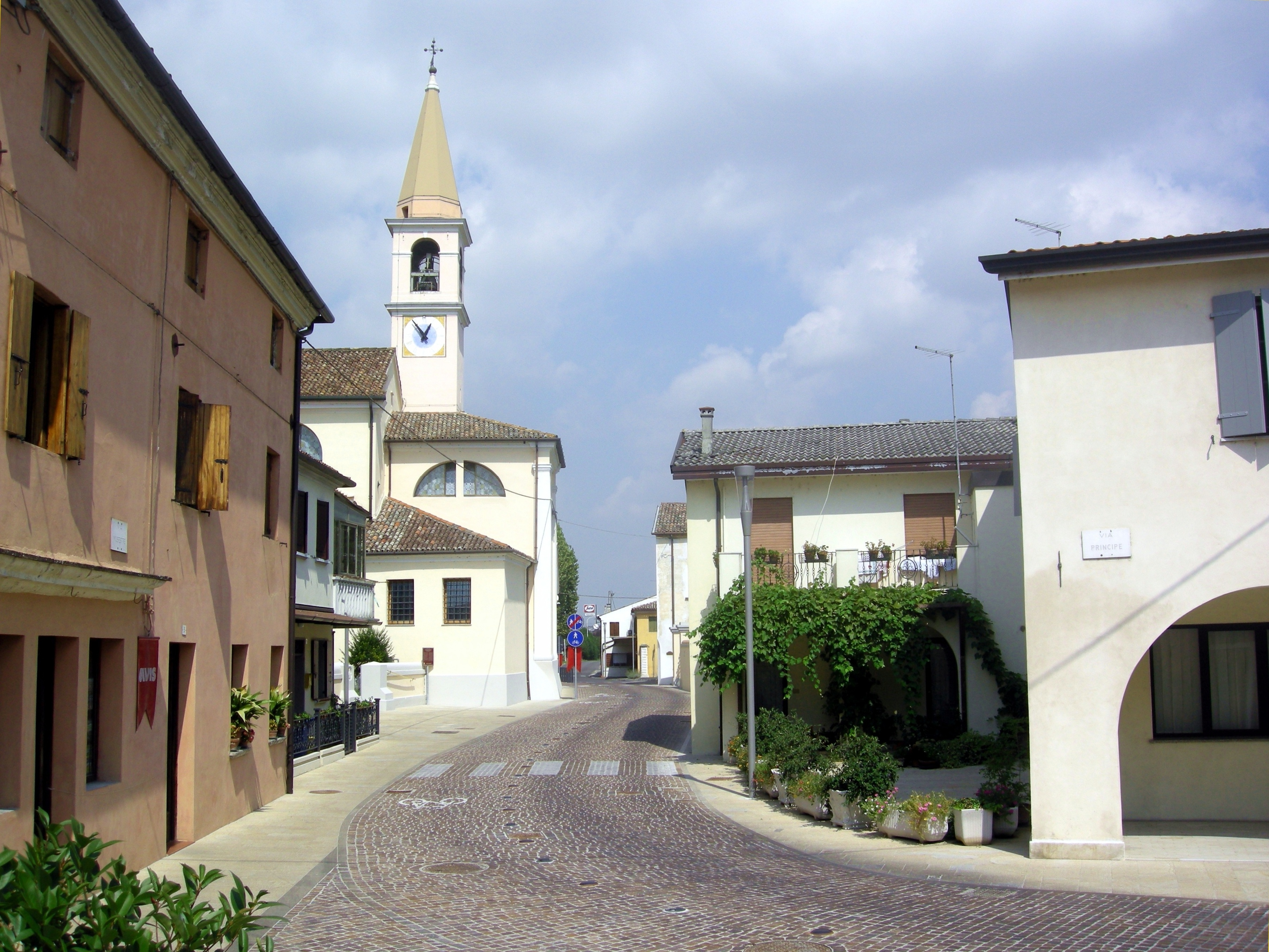
Veduta di Musestre borgo.

Musestre è il più antico insediamento della zona a parte Altinum. Grazie alla vicinanza con Altino, da cui dista solo 4 miglia romane, si costruì probabilmente un castrum romano a difesa proprio di Altinum. Sulle rovine del castrum successivamente si sarebbe costruito un castello medievale, poi distrutto e di cui rimane oggi solo la "torre Eberardo"  Per questo motivo Musestre era diventata un grosso centro commerciale e snodo di comunicazioni durante il periodo romano (si consideri che all'epoca Musestre comprendeva anche l'attuale San Cipriano, denominata Musestre di Sopra) e visse un periodo di grande sviluppo e ricchezza, poiché le comunità stanziatesi nel territorio compresero le grandi possibilità di arricchimento attraverso i commerci che venivano effettuati lungo le trafficate strade imperiali.
Proprio a causa del commercio e della sempre crescente espansione romana nei territori circostanti le Alpi, si sentì la necessità di costruire una rete stradale efficiente, in grado di collegare la capitale con le zone più remote dell'Impero. Le due strade passanti per il territorio musestrino erano la via Claudia Augusta Altinate e la via Annia. La prima, costruita nel 15 a.C. dal generale Druso, aveva il compito di trasportare risorse nei territori della Gallia Transalpina appena conquistati; mentre la seconda, tracciata con ogni probabilità nel II secolo a.C., collegava (anche se non se ne conosce bene il percorso) la città di Patavium (Padova) con l'importante centro di Aquileia.Negli anni settanta-ottanta del secolo scorso, nei pressi della antica Torre fu ritrovato un sarcofago funerario romano (a confermare gli insediamenti romani in loco), di notevole pregio, che fu sistemato per un lungo periodo presso le scuole elementari Marco Polo di Musestre, e che successivamente venne portato presso il museo Bailo di Treviso.
Esiste una ipotesi ben fondata che l'imperatore Romano Lucio Vero sia morto proprio a Musestre.
Con le invasioni barbariche il centro ritorna a ricoprire una certa importanza, proprio grazie alla costruzione del castello medievale per mano longobarda (VI-VII secolo), del quale resta ancora come già detto la torre detta di Eberardo, oggi hotel. La prima citazione scritta riguardante Musestre è il testamento dell'863 di Eberardo, marchese del Friuli e padre dell'imperatore Berengario, che qui aveva stabilito la sua residenza proprio in questo fortilizio. 
Altri riferimenti compaiono in scritti del 922 e del 963. 
Altra ipotesi probabile farebbe sì che Benedetto Mocenigo, originario di Milano, si sia trasferito in Veneto e abbia edificato il castello di Musestre in riva al Sile. Stabilitosi quindi a Venezia, fu accolto nel patriziato e incaricato di comandare la difesa dell'Istria. Il Borgo confermò la sua rilevanza come zona di transito anche dopo la conquista da parte della Serenissima (XIV secolo), quando la "torre di Everardo" divenne dogana.

## Monumenti e luoghi d'interesse

### Torre di Everardo ex castello di Musestre
Della costruzione di un castello per mano longobarda (VI-VII secolo) resta ancora una torre. Il paese confermò la sua rilevanza come zona di transito anche dopo la conquista Serenissima (XIV secolo), quando la "torre di Everardo" divenne dogana.

### Chiesa parrocchiale

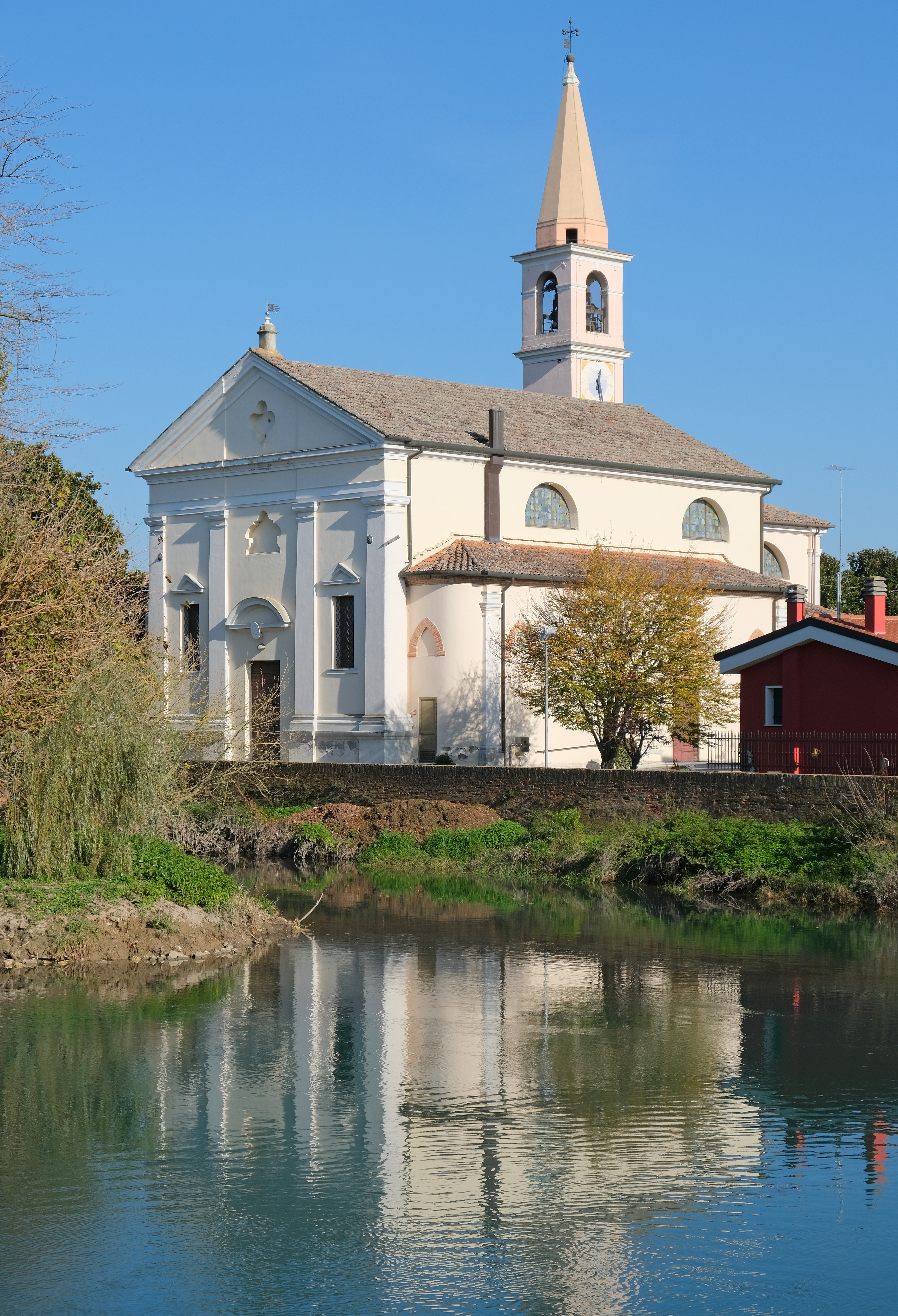
La parrocchiale vista da sud.

Intitolata a Sant'Ulderico, ha una storia antichissima e fu citata per la prima volta in una bolla di papa Callisto II del 1123, seguita, nel 1135, da un'altra di papa Innocenzo II.
Venne ricostruita nel Settecento (l'ultima consacrazione è del 1746) utilizzando in parte la muratura del precedente edificio, eretto sul terrapieno della strada romana Claudia Augusta.

### Chiesetta della Madonna della Salute
Fu eretta nel 1836 come ex voto dopo un'epidemia di colera. Nel mese di luglio si tiene il palio delle contrade che culminano con una processione dei fedeli, che partendo dalla Chiesetta della Madonna della Salute porta alla chiesa parrocchiale la statua della Madonna della Salute (di pregiata fattura) posta nella chiesetta a ringraziamento per la passata epidemia di colera.

### Zone di interesse storico-artistico

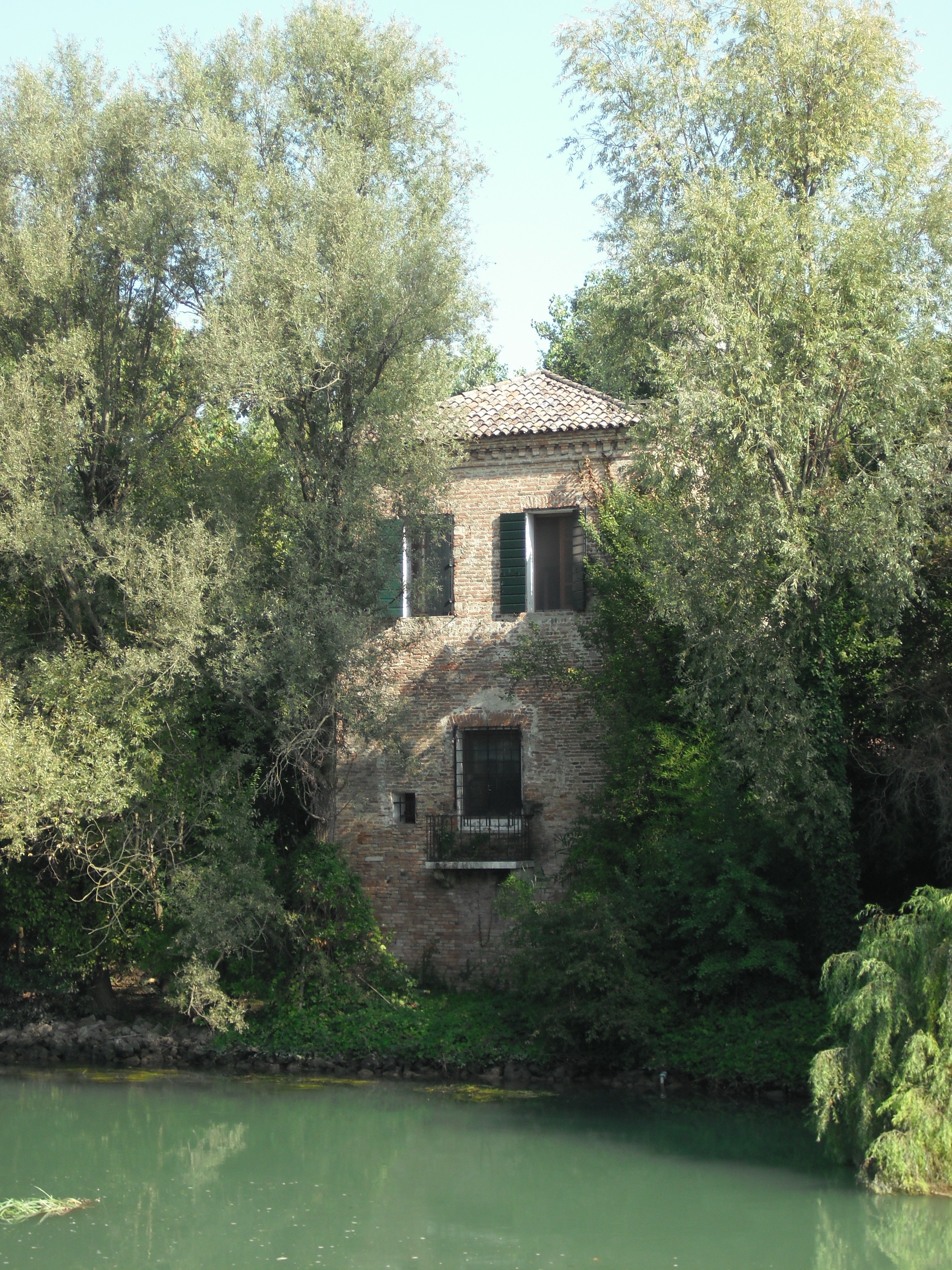
La torre vista dalla riva destra del Sile.

Come già accennato, di fronte alla chiesa sorge la "torre Everardo-Eberardo" dell'antico castello, originaria del IX secolo e più volte rimaneggiata.
In località Bagaggiolo, proseguendo lungo via Principe lungo l'argine del Sile, si costeggia parco e si possono intravedere le costruzioni delle ville appartenute alla nobile famiglia di origine Transilvana Gyulay von Maros-Nemeth und Nadaska, che annovera tra gli antenati anche un Viceré d'Italia, si possono vedere due ville Venete in via Everardo direzione Roncade sulla destra, prima di arrivare alla strada che porta in via Treponti, prendendo appunto questa ultima e girando alla prima strada a sinistra si andrà alla "Torre Everardo" che lega a questo territorio le Famiglie degli Unrochingi appunto dei Mocenigo, in via Treponti proseguendo in direzione Casale sul sile, si arriverà davanti a dove il Sile cambia direzione in prossimità dei resti di un antico convento denominato in zona "la Costa" poiché fino a non poco tempo fa in questo edificio si trovava una costa animale gigantesca attribuita a un mammouth. Attualmente la Torre di Everardo è proprietà privata, ma vengono spesso organizzate delle feste estive in collaborazione con il comune di Roncade.

## Economia
Per secoli il paese poté prosperare grazie al passaggio dei fiumi Sile e Musestre, le cui acque erano sfruttate sia come vie di comunicazione, sia come forza motrice per l'attività molitoria (di cui si ha notizia sin dal 997).
All'inizio del Settecento venne aperta la prima industria: la fornace dei fratelli Giambattista e Giacomo Radaelli.
Nel corso del Novecento, tuttavia, l'economia Musestrina è stata piuttosto trascurata e attualmente vi hanno sede poche attività.
Oggi le attività ancora attive a Musestre sono due ristoranti-pizzerie, un molino, due negozi di parrucchieri, un negozietto di prodotti caseari e altre poche attività presenti nella zona industriale.